# Экспериментальный центр кинематографии

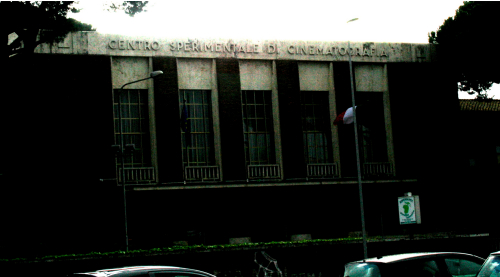
Экспериментальный киноцентр (Италия, Рим)

Эксперимента́льный це́нтр кинематогра́фии (итал. Centro Sperimentale di Cinematografia) был основан в 1935 году с целью продвижения искусства кино и киноиндустрии.
Эта старейшая киношкола (киноинститут) Западной Европы возникла в Риме в 1935 году стараниями Луиджи Фредди, главы Генеральной дирекции по делам кинематографии при министерстве печати и пропаганды правительства Бенито Муссолини.
Одним из инициаторов её создания был выдающийся киновед, кинокритик и кинематографист Умберто Барбаро, который в 1936—1948 гг. служил директором Экспериментального киноцентра.
Со времени своего возникновения и до наших дней школа финансируется итальянским правительством и сосредоточена на образовательной, исследовательской, издательской деятельности и теории кино.
Экспериментальный киноцентр является важнейшим учреждением Италии для обучения, исследований и экспериментов в области кино — документального, художественного, анимационного.

## Предназначение
Экспериментальный киноцентр направлен на совершенствование киноискусства, кинематографических и аудиовизуальных технологий, чему служат Фонд, Национальная киношкола и Национальный киноархив.
Административное здание Национальной киношколы расположено в Риме. Здесь читаются трёхгодичные курсы для подготовки квалифицированных актёров, режиссёров, сценаристов, художников-постановщиков, сценографов, костюмеров, кинооператоров, звукорежиссёров, специалистов по производству и монтажу фильмов.

## Обучение
Расположенная вблизи киностудии «Чинечитта», школа обучает своих студентов на протяжении трёх лет, используя технологию съёмки на 35-миллиметровую киноплёнку. Конкурс среди поступающих очень высок: в каждый класс зачисляется только 6 студентов.

## Преподаватели
- Умберто Барбаро[3]
- Джанкарло Джаннини (актёрское мастерство)[4]
- Джузеппе Ротунно (операторское искусство)[4]
- Пьеро Този (костюм)[4]

## Известные выпускники
Многие прославленные деятели итальянского и мирового кинематографа обучались мастерству в Экспериментальном киноцентре, в их числе:

### Режиссёры
- Сильвано Агости[итал.] (итал. Silvano Agosti)
- Микеланджело Антониони
- Франческа Аркибуджи
- Марко Беллоккьо
- Фаусто Брицци[англ.] (итал. Fausto Brizzi)
- Велько Булайич
- Карло Вердоне (итал. Carlo Verdone)
- Паоло Вирдзи
- Эмидио Греко[англ.] (итал. Emidio Greco)
- Джузеппе Де Сантис
- Пьетро Джерми
- Луиджи Дзампа
- Доменико Дистило[англ.] (итал. Domenico Distilo)
- Лилиана Кавани
- Фолько Квиличи[итал.] (итал. Folco Quilici)
- Умберто Ленци
- Нанни Лой
- Франческо Мазелли
- Сальваторе Мереу[итал.] (итал. Salvatore Mereu)
- Габриэле Муччино
- Джузеппе Петитто[англ.] (итал. Giuseppe Petitto)
- Эрос Пульелли[итал.] (итал. Eros Puglielli)
- Джанни Пуччини
- Роберта Торре[итал.] (итал. Roberta Torre)
- Роберто Фаэнца[итал.] (итал. Roberto Faenza)
- Кристиан Филиппелла[англ.] (итал. Christian Filippella)
- Черкио, Фернандо

### Актёры
- Джорджо Альбертацци
- Алида Валли
- Элена Зареши
- Клаудия Кардинале
- Андреа Кекки
- Карла Дель Поджо
- Лу Кастель (был исключён)
- Энрико Ло Версо[итал.] (итал. Enrico Lo Verso)
- Доменико Модуньо
- Франческа Нери
- Лоренцо Рикельми

### Кинооператоры
- Нестор Альмендрос
- Фило Брегстейн[нидерл.] (нидерл. Philo Bregstein)
- Паскуалино Де Сантис
- Витторио Стораро